# Grand Prix automobile de Rouen-les-Essarts 1953
Le troisième Grand Prix de Rouen-les-Essarts est une course automobile combinée de Formule 1 et de Formule 2 organisée le 28 juin 1953 sur le circuit de Rouen-les-Essarts. La course s'est déroulée sur 60 tours et a été remportée par Giuseppe Farina, parti depuis la pole position avec sa Ferrari 625. Son coéquipier Mike Hawthorn a terminé deuxième et a réalisé le meilleur tour en course, tandis que le « régional de l'étape » et meilleur finisseur de Formule 1, Philippe Étancelin, a complété le podium en terminant troisième au volant d'une Talbot-Lago T26C,.

## Classement
Les concurrents de Formule 1 sont surlignés en violet.
| Pos  | No. | Pilote                | Équipe                    | Voiture                      | Temps/Abandon                | Position sur la grille |
| ---- | --- | --------------------- | ------------------------- | ---------------------------- | ---------------------------- | ---------------------- |
| 1    | 2   | Giuseppe Farina       | Scuderia Ferrari          | Ferrari 625                  | 2h 15' 05" 8, 135.92 km/h    | 1                      |
| 2    | 4   | Mike Hawthorn         | Scuderia Ferrari          | Ferrari 625                  | +1.2"                        | 2                      |
| 3    | 6   | Philippe Étancelin    | Philippe Étancelin        | Talbot-Lago T26C             | +3 tours                     | 10                     |
| 4    | 14  | Harry Schell          | Equipe Gordini            | Gordini Type 16              | +3 tours                     | 7                      |
| 5    | 8   | Pierre Levegh         | Pierre Levegh             | Talbot-Lago T26C             | +4 tours                     | 11                     |
| 6    | 14  | Georges Grignard      | Georges Grignard          | Talbot-Lago T26C             | +4 tours                     | 9                      |
| 7    | 20  | Louis Rosier          | Écurie Rosier             | Ferrari 375                  | +4 tours                     | 4                      |
| 8    | 18  | Bob Gerard            | F.R. Gerard               | Cooper T23-Bristol           | +4 tours                     | 14                     |
| 9    | 26  | John Lyons            | William Knight            | Connaught Type A-Lea Francis | +6 tours                     | 8                      |
| 10   | 16  | Stirling Moss         | R.R.C. Walker Racing Team | Cooper T24-Alta              | +7 tours                     | 12                     |
| Ret. | 12  | Maurice Trintignant   | Equipe Gordini            | Gordini Type 16              | 30 tours, essieu arrière     | 3                      |
| Ret. | 24  | Johnny Claes          | Écurie Belge              | Connaught Type A-Lea Francis | 27 tours, essieu arrière     | 15                     |
| Ret. | 10  | Jean Behra            | Equipe Gordini            | Gordini Type 16              | 19 tours, pilotage           | 5                      |
| Ret. | 30  | Yves Giraud-Cabantous | Yves Giraud-Cabantous     | Talbot-Lago T26C             | 4 tours, transmission        | 13                     |
| Ret. | 34  | Élie Bayol            | Élie Bayol                | O.S.C.A. Tipo 20             | 0 tour, boîte de vitesses    | 6                      |
| DNS  | 32  | Ottorino Volonterio   | Ottorino Volonterio       | Maserati 4CLT/48             |                              |                        |
| DNA  | 16  | Stirling Moss         | R.R.C. Walker Racing Team | Connaught Type A-Lea Francis | a conduit la Cooper T24-Alta |                        |
| DNA  | 22  | Prince Bira           | Ecurie Siam               | Maserati A6GCM               |                              |                        |
| DNA  | 20  | Louis Rosier          | Écurie Rosier             | Ferrari 500                  | a conduit la Ferrari 375     |                        |